# Масрикская равнина
Масрикская (Мазринская) равнина (арм. Մասրիկի դաշտ), также Масрикская котловина — равнина в Армении, в восточной части области Гегаркуник, к востоку от озера Севан, на высоте 2000 метров над уровнем моря. Равнина с севера окружена Севанским хребтом, с востока и юго-востока — Восточно-Севанским хребтом. 
На равнине протекает множество рек, расположены болота. На равнине находится город Варденис. Среди сёл крупными являются: Сотк, Мец Масрик, Покр Масрик, Ваневан, Хачахпюр, Лусакунк, Цованк, Гехамсар, Шатван. Выращивается высококачественный картофель. Площадь равнины составляет около 300 км².
|  |  |  |  |  |  |  |
|  |  |  |  |  |  |  |